# Procometis lipara
Procometis lipara is een vlinder uit de familie van de dominomotten (Autostichidae). De wetenschappelijke naam van de soort is voor het eerst geldig gepubliceerd in 1890 door  Edward Meyrick. De soort werd verzameld in Sydney, Blackheath en Bathurst (Australië).